# Zeche Vollmond
Die Zeche Vollmond war ein Steinkohlebergwerk im heutigen Bochumer Stadtteil Werne.

## Geschichte
Schon im 18. Jahrhundert wurde im Grubenfeld der Zeche Bergbau betrieben, da zumindest im südlichen Teil des Feldes die Flöze durch Erbstollen zu erschließen waren. Um 1800 befand sich die Zeche im Besitz des späteren Präfekten des Ruhrdepartments Gisbert von Romberg.
Im Juni 1802 kam hier die erste dampfgetriebene Wasserhaltungsmaschine des Ruhrbergbaus zum Einsatz. Gebaut 1792 in Tarnowitz und ursprünglich für die Zeche Charlotte in Überruhr bestimmt, brachte sie der Zimmermann und spätere Industriepionier Franz Dinnendahl (1775–1826) zum Laufen, in den amtlichen Akten gibt es jedoch keine Erwähnung des Vorgangs. Eine Gedenktafel am Werner Hellweg, gegenüber der Straße Am Koppstück erinnert an den für den Ruhrkohlenbergbau wichtigen Schritt. 
Der erste Schacht wurde 1808 46 m tief abgeteuft. Schacht Victoria war einer der ersten Seigerschächte an der Ruhr. Weitere Schächte waren Gisbert und Caroline (beide ab 1861) sowie mehrere Wetterschächte. Im selben Jahr wurde ein Eisenbahnanschluss zum Bahnhof Langendreer Südseite der Bergisch-Märkischen Eisenbahn-Gesellschaft (BME) gebaut. Eine Schlagwetterexplosion im Jahr 1862 mit drei Todesopfern veranlasste 1863 den Bau eines neuen Wetterschachtes.
Im Jahre 1907, als auf der Zeche Vollmond 1.260 Bergleute beschäftigt waren, erreichten sie mit rund 290.000 Tonnen Steinkohle die höchste Jahresförderung. Im Jahr 1926 wurde das Bergwerk mit der Zeche Heinrich Gustav vereinigt und anschließend die Förderung eingestellt. Die Schächte dienten noch bis 1959 der Wetterführung.
Heute wird das Gelände der Zeche in Werne als Gewerbegebiet genutzt. Von den historischen Zechenbauten sind noch zwei Maschinenhallen erhalten. An den Namen des Bergwerks erinnert die Vollmondstraße, die am Gelände entlangführt, in dieser Straße steht auch eine Gedenktafel.